# Радзивилл, Ян Ежи
Ян Ежи Радзивилл (8 января 1588, Чернавчицы — 18 декабря 1625, Кобрин) — князь, государственный деятель Великого княжества Литовского, каштелян трокский (1613—1625), 2-й ординат Несвижский (1616—1625).

## Биография
Представитель богатейшего магнатского рода Радзивиллов герба «Трубы», старший сын воеводы трокского и виленского князя Николая Кшиштофа Радзивилла «Сиротки» от брака с Эльжбетой Ефимией Вишневецкой. Младшие братья — каштелян виленский Альбрехт Владислав Радзивилл и воевода новогрудский Жигимонт Кароль Радзивилл, маршалок великий литовский и воевода полоцкий Александр Людвик Радзивилл.
Учился в иезуитских коллегиумах Несвижа, Бранево и Аугсбурга, затем путешествовал по Германии и Италии. В 1611 году Ян Ежи Радзивилл был избран послом на сейм, в 1616 году был избран маршалком Трибунала Великого княжества Литовского. Поддерживал политику польского короля Сигизмунда III Вазы, неоднократно был сенатором-резидентом при короле.
В 1613 году Ян Ежи Радзивилл получил должность каштеляна трокского. В 1616 году после смерти своего отца Николая Кшиштофа Радзивилла «Сиротки» унаследовал Несвижскую ординацию, владел имениями на Украине.
В 1619 году совершил большое заграничное путешествие, во время которого посетил Германию, Бельгию, Англию, Францию, Испанию и Италию. В 1621 году поступил в Падуанский университет, а в 1625 году — в Болонский университет.
В последний год жизни Яна Ежи Радзивилла (1625) на территории современной Белоруссии вспыхнула эпидемия чумы («моровое поветрие»), от которого он, скорее всего, и скончался.

## Семья
В 1609 году Ян Ежи Радзивилл женился на княжне Элеоноре Острожской, дочери крупного украинского князя-магната и каштеляна краковского Януша Константиновича Острожского и Сюзанны Середи, вдове Иеронима Язловецкого, от брака с которой детей не имел.
В 1625 году после смерти бездетного Яна Ежи Радзивилла Несвижская ординация перешла к его младшему брату Альбрехту Владиславу.